# Sant Llorenç d'Escaló
Sant Llorenç d'Escaló és una antiga capella del poble d'Escaló, en el terme municipal de la Guingueta d'Àneu, a la comarca del Pallars Sobirà. Pertany al territori de l'antic terme d'Escaló.
Les seves restes estan situades a prop del poble d'Escaló. Se'n conserven els murs perimetrals.